# مونبارناس - بيانفونو (مترو باريس)
مونبارناس - بيانفونو (بالفرنسية: Montparnasse – Bienvenüe)‏ هي محطة مترو تابعة لمترو باريس تقع في فرنسا في الدائرة السادسة في باريس.[بحاجة لمصدر]